# Bacidina neosquamulosa
Bacidina neosquamulosa är en lavart som först beskrevs av Aptroot & Herk, och fick sitt nu gällande namn av S. Ekman. Bacidina neosquamulosa ingår i släktet Bacidina och familjen Ramalinaceae.   Inga underarter finns listade i Catalogue of Life.
I den svenska databasen Dyntaxa används istället namnet Bacidia neosquamulosa för samma taxon.  Arten är reproducerande i Sverige.